# 양민황후

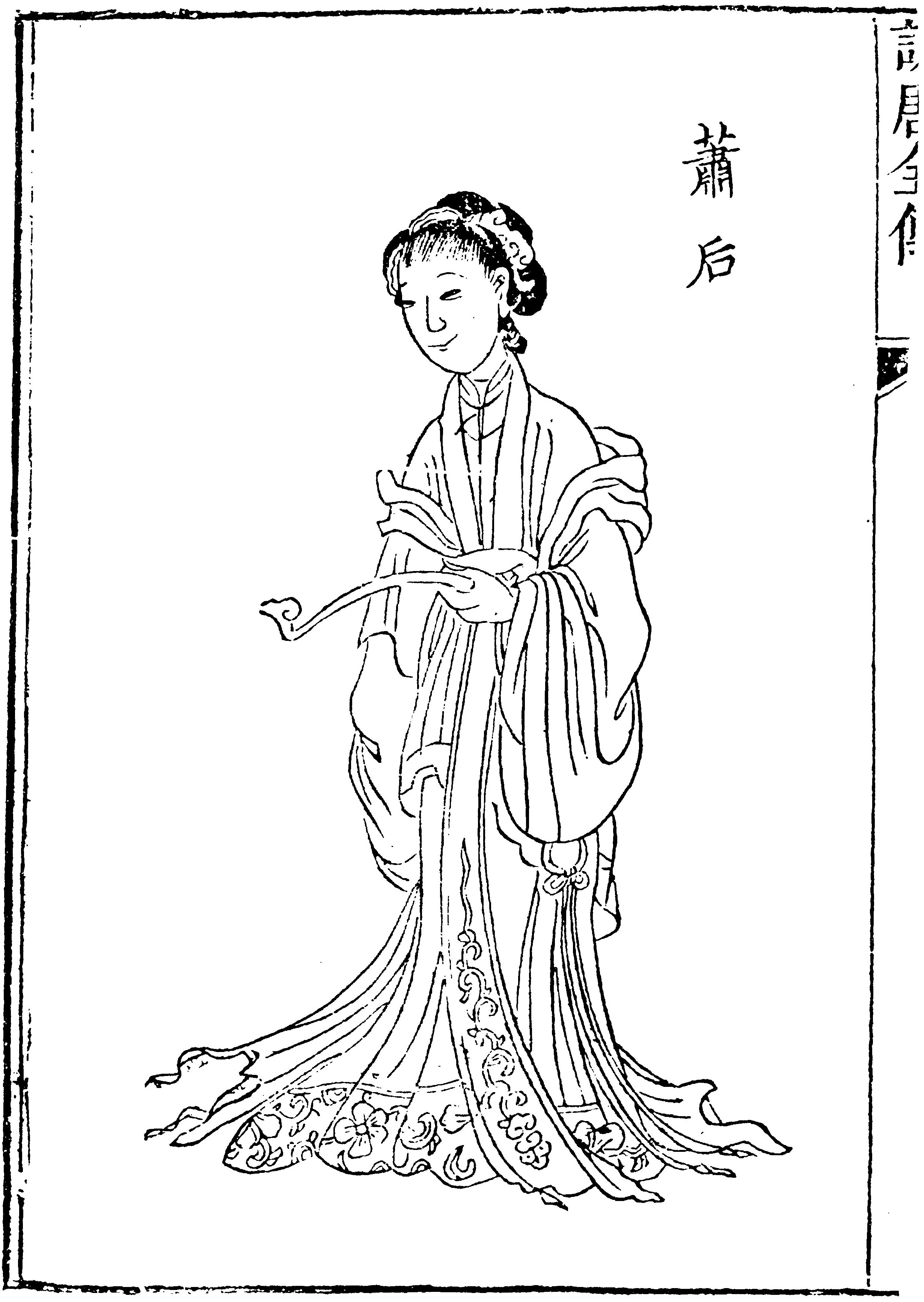
편집하기

양민황후 소씨(煬愍皇后 蕭氏, 566년 ~ 648년)는 중국 수나라의 두 번째 황후이며, 수 양제 양광의 정실 부인이다. 남조의 후량 세종 효명제 소규의 딸이다.

## 생애
582년에 수 문제 양견의 차남인 진왕 양광과 혼인하여 진왕비가 되었다. 소씨는 덕행이 바르고 효성이 깊어 시부모인 양견과 독고황후가 총애하였다 한다. 600년 12월에, 양광이 형 양용을 내쫓고 황태자에 오르자, 소씨도 황태자비에 책봉되었다.
그리고 4년 뒤인 604년에 양광이 아버지 양견과 형 양용을 죽이는 패륜을 저지르고 황제에 즉위하자 황후에 책봉되었다. 이들 부부는 양견과 독고황후처럼 여색 때문에 다툰 일은 별로 없었다. 그러나, 606년에 자신의 장남 양소가 급서하자 "천륜을 어긴 일을 황태자 소가 대신 받았다"면서 양광을 원망하였다. 이로 인해 그녀는 당분간 마음 고생이 매우 심했다.
618년, 양광은 폭정으로 민심을 잃고 강도에서 사치스럽게 생활하다가 근위장 우문화급에게 목졸라 살해당했다.
소씨는 양광의 시신을 강도에 묻고, 그때 돌궐에 가 있는 양광의 여동생 의성공주가 사자를 보내자, 소씨는 손자인 양정도과 함께 돌궐로 떠났다.
이 때가 619년이었다.
10년 뒤인 629년에 당시 당나라 황제 이세민이 이끄는 군사들로 인해 돌궐이 멸망하자, 다시 중국으로 돌아와 장안에 기거하였다. 이세민은 그녀를 모시는 데 최대한의 예우를 다하라 했을 만큼 그녀에 대해 각별한 신경을 썼다.
648년에 소씨는 83세의 나이로 장안에서 노환으로 사망하였다. 이세민은 그녀에게 '민황후(愍皇后)'라는 시호를 내려주었으나 남편 양광의 시호인 양제의 '양(煬)'자를 앞에 붙여 양민황후로 불리었다.

## 양민황후가 등장한 작품
- 《연개소문》(SBS, 2006년~2007년, 배우:이경화)

| 전임 문헌황후 독고씨 | 수나라 황후 604년 - 617년 | 후임 - (황조 멸망) |